# Savur
Savur est une ville et un district de la province de Mardin dans la région de l'Anatolie du sud-est en Turquie.
the city is made up of 46 villages which are Kurdish and Arab
ÊSIRA of Savur [ SURGUCU ] [MEMIKA] [KÖSE]